# 仁慈圣母圣殿 (利马)

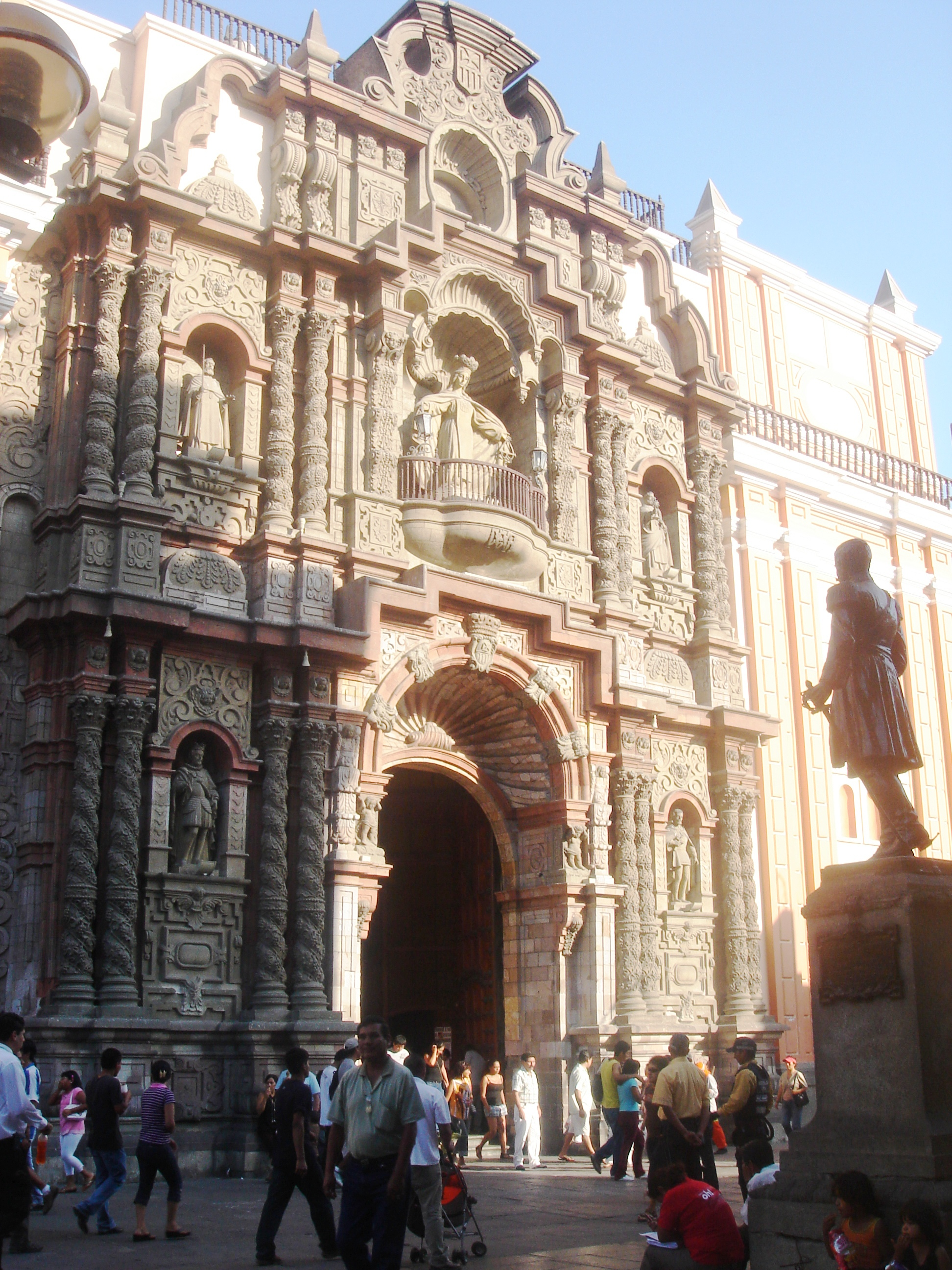
正门

仁慈圣母圣殿与修院（Basílica Menor y Convento de Nuestra Señora de la Merced）是秘鲁利马的一座宗教建筑。
它的历史与这座城市一样古老，创建于1534年4月13日。最初的教堂为木结构。目前的砖砌教堂是第二座。其主要特征是装饰繁复的巴洛克立面，1591年由克里斯托弗·戈麦斯雕刻。
12°03′S 77°02′W / 12.05°S 77.03°W